# نهر الأورد
يقع نهر الأورد غربي أستراليا وينبع من قرب هالس كريك ويجري شمالا مسافة 480 كم داخل خليج كامبريدج قرب ويندهام وهو مع روافده يصرف مياه منطقة أعلى سد نهر الأورد بمساحة 46,200 كم² ونهر الأورد هو مصدر لخطة ري كبيرة وضعت لتوفير المياه لمساحة 75 ألف هكتار من الأرض المخصصة لزراعة المحاصيل المدارية وشبه المدارية وتتضمن خطة الري تحويل كونونورا وسد نهر الأورد .
ويقع سد التحويل على بعد مائة كليو متر من مصب نهر الأورد وهو يحجز 97,410,000 مترا مكعباً من المياه ويقع سد نهر الأورد على بعد نحو 48 كم من سد التحويل ويحجز 5,679 مليون م³ وهي كمية تزيد تسع مرات عن مياه ميناء سدني ويمكن تحديد الكمية المطلوبة من المياه من سد نهر الأورد وتحويلها إلى سد التحويل الذي يغذي قنوات الري 